# أليكس مولانو
أليكس مولانو (بالإنجليزية: Alex Molano)‏ هو لاعب كرة قدم أمريكي في مركز الوسط، ولد في 10 أبريل 1992 في غرابفين في الولايات المتحدة. لعب مع نادي كولورادو سبرينغس.